# آدریان آنگور
 آدریان آنگور (انگلیسی: Adrian Ungur؛ زادهٔ ۲۵ ژانویهٔ ۱۹۸۵) یک تنیس‌باز اهل رومانی است.